# Neodemosoma semirufum
Neodemosoma semirufum är en skalbaggsart som först beskrevs av Thomas Casey 1906.  Neodemosoma semirufum ingår i släktet Neodemosoma och familjen kortvingar. Inga underarter finns listade i Catalogue of Life.